# SS Cygni-variabel
SS Cygni-variabeln är en typ av kataklysmisk variabel, en undergrupp till dvärgnovorna (UG).
Det är stjärnor som karaktäriseras av utbrott på 2-6 magnituder som varar 1-2 dygn och sedan långsamt återvänder till normal ljusstyrka. Mellanrum mellan utbrotten kan vara från 10 dygn till åtskilliga år. SS Cygni-variabeln består, precis som övriga dvärgnovor, av en dubbelstjärna med komponenterna nära varandra. Hos SS Cygni-variablerna är den ena komponenten röd dvärg, medan den andra är en vit dvärg. Observationer tyder på att SS Cygni-systemen åtskiljs (från yta till yta) med 160 000 km eller mindre. Komponenterna befinner sig så nära varandra att omloppstiden kan vara så kort som 6,5 timmar.

## Prototypstjärnan
Prototypstjärnan SS Cygni varierar mellan visuell magnitud +7,7 och 12,4. Den företer också smärre variationer med en period av 0,2751300 dygn eller 6,60312 timmar. Den befinner sig på ett avstånd som först beräknades till cirka 100 ljusår. Studier med Hubbleteleskopet 2007 tydde på ett avstånd av hela 540 ljusår, vilket gav vissa problem med definitionen av variabeln. Kanhända var prototypstjärnan själv inte någon SS Cygni-variabel!? Mellan 2010 och 2012 undersöktes därför prototypstjärnan med långbasinterferometri (VLBI). Undersökningen gav vid handen det kortare avståndet 371,8±6,5 ljusår, vilket gör att SS Cygni nu åter stämmer in på teorierna kring SS Cygni-variabler.

## Andra dvärgnovor
Också SU Ursae Majoris-variablerna (UGSU) och Z Camelopardalis-variablerna (UGZ) räknas till dvärgnovorna.